# إموري إتش. برايس
إموري إتش. برايس هو محامي وسياسي أمريكي، ولد في 3 ديسمبر 1899 في مقاطعة بوتنام في الولايات المتحدة، وتوفي في 11 فبراير 1976 في جاكسونفيل في الولايات المتحدة. نشط حزبياً في الحزب الديمقراطي. وقد انتخب عضو ‏ (1929 – 1932) وانتخب عضو مجلس النواب الأمريكي ‏.